# Chewing Gum
Chewing Gum é uma série de televisão de comédia britânica. Protagonizada e escrita por Michaela Coel, Robert Lonsdale, Susan Wokoma, Danielle Walters e Tanya Franks, está sendo exibida em seu país de origem pela E4 desde 6 de outubro de 2015.
Em 2016, a série de comédia de situação foi premiada pela Royal Television Society Awards e pela British Academy Television Awards.

## Sinopse
A série acompanha a vida de Tracy Gordon, uma jovem criada por uma família religiosa que decide perder a virgindade aos 24 anos de idade. O problema é que ela não faz ideia de como fazer isso, pedindo conselhos para sua melhor amiga, Candice.

## Elenco
- Michaela Coel - Tracey Gordon
- John MacMillan - Ronald
- Robert Lonsdale - Connor Jones
- Tanya Franks - Mandy
- Danielle Isaie - Candice
- Kadiff Kirwan - Aaron
- Susan Wokoma - Cynthia
- Shola Adewusi - Joy

## Recepção
No agregador de críticas Rotten Tomatoes, que categoriza as opiniões apenas como positivas ou negativas, a primeira temporada da série tem um índice de aprovação de 100% calculado com base em 14 comentários dos críticos que é seguido do consenso: "Combatendo habilmente suas convicções cristãs e intenções rudes, Chewing Gum é equilibrado por uma atuação descarada da criadora da série, Michaela Cole."